# Graphops nebulosa
Graphops nebulosa är en skalbaggsart som först beskrevs av J. L. Leconte 1859.  Graphops nebulosa ingår i släktet Graphops och familjen bladbaggar. Inga underarter finns listade i Catalogue of Life.